# La Tuque
La Tuque är en stad (kommun av typen ville) i regionen Mauricie i mellersta Québec i Kanada, vid Rivière Saint-Maurice 167 km norr om Trois-Rivières. La Tuques kommun täcker 24 809,40 km² land och hade 11 129 invånare vid folkräkningen 2021, varav 7 464 i tätorten (centre de population).

## Administration
La Tuque blev en av de största kommunerna i Kanada 26 mars 2003, då kommunerna La Tuque, Parent, La Bostonnais, La Croche och Lac-Édouard samt de kommunfria områdena Kiskissink, Lac-Berlinguet, Lac-des-Moires, Lac-Pellerin, Lac-Tourlay, Obedjiwan, Petit-Lac-Wayagamac och Rivière-Windigo slogs ihop. Den gamla kommunen bildades genom sammanslagning av La Tuque och La Tuque Falls 1911, och utökades med Haute-Mauricie 1993. La Bostonnais och Lac-Édouard blev åter självständiga kommuner 1 januari 2006, men samarbetar med La Tuque inom ramen för agglomération de La Tuque. Samma område var mellan 1982 och 2003 sekundärkommunen (municipalité régionale de comté) Le Haut-Saint-Maurice. Kommunen omsluter helt de tre indianreservaten Wemotaci, Coucoucache och Obedjiwan, som tillsammans med agglomération de La Tuque bildar folkräkningsenheten territoire équivalent de La Tuque, som är på sekundärkommunnivå.

## Ortnamnet
Namnet, som härstammar från 1700-talet, kommer från en klippa i närheten av samhället som liknar en sorts mössa (kanadensisk franska tuque). Upptäcktsresanden François Verreault beskrev platsen 1823–1824:
un Portage nommé Ushabatshuan (le courant trop fort pour le sauter). Les Voyageurs le nomment la Tuque, à cause d'une Montagne haute, dont le pic resemble à une Tuque. Ce portage est d'une lieue, avec des fortes côtes à monter.
("en dragväg som kallas Ushabatshuan ('strömmen som är för stark för att ta sig uppför'). Voyageurerna kallar den La Tuque, på grund av ett högt berg vars topp liknar en mössa. Dragvägen är en fransk mil [cirka 4 km] lång, med branta backar.")

## Ekonomi
Ekonomin kretsar kring massa- och pappersindustri; det finns också ett stort vattenkraftverk och kanotturism på Rivière Saint-Maurice. Den enda större vägen är väg 155, som går genom La Tuque mellan Trois-Rivières och regionen Saguenay–Lac-Saint-Jean. Canadian National Railways järnvägslinjer mellan Montréal och Saguenay–Lac-Saint-Jean respektive Québec och Abitibi-Témiscamingue passerar genom kommunen, den senare genom samhället La Tuque. Båda banorna trafikeras även av Via Rails passagerartåg. Det finns en mindre flygplats i södra delen av samhället.

## Klimat
I tätorten finns en klimatstation. Där är årsmedeltemperaturen i trakten är 3,5 °C. Den varmaste månaden är juli, då medeltemperaturen är 18,8 °C, och den kallaste är januari, med −14,8 °C. Genomsnittlig årsnederbörd är 919,1 millimeter. Den regnigaste månaden är juli, med i genomsnitt 129,9 mm nederbörd.
| \| J \| F \| M \| A \| M \| J \| J \| A \| S \| O \| N \| D \| \| 58 −9 −21 \| 47 −5 −19 \| 55 1 −12 \| 55 9 −3 \| 84 18 4 \| 94 23 9 \| 130 25 12 \| 94 24 11 \| 95 18 7 \| 82 11 1 \| 74 2 −6 \| 53 −5 −15 \| \| Genomsnittlig temperatur i °C (max. och min.) \| \| \| \| \| \| \| \| \| \| \| \| \| Nederbörd i mm. Årsnederbörd: 919 mm. \| \| \| \| \| \| \| \| \| \| \| \| \| Källa: Canadian Climate Normals 1981–2010[5] \| \| \| \| \| \| \| \| \| \| \| \| |           |          |         |         |         |           |          |         |         |         |           |
| J | F         | M        | A       | M       | J       | J         | A        | S       | O       | N       | D         |
| 58 −9 −21 | 47 −5 −19 | 55 1 −12 | 55 9 −3 | 84 18 4 | 94 23 9 | 130 25 12 | 94 24 11 | 95 18 7 | 82 11 1 | 74 2 −6 | 53 −5 −15 |
| Genomsnittlig temperatur i °C (max. och min.) |           |          |         |         |         |           |          |         |         |         |           |
| Nederbörd i mm. Årsnederbörd: 919 mm. |           |          |         |         |         |           |          |         |         |         |           |
| Källa: Canadian Climate Normals 1981–2010 |           |          |         |         |         |           |          |         |         |         |           |

## Artikelursprung
Den här artikeln är helt eller delvis baserad på material från engelskspråkiga Wikipedia.